# (5160) Camoes
(5160) Camoes est un astéroïde de la ceinture principale.

## Description
(5160) Camoes est un astéroïde de la ceinture principale. Il fut découvert le 23 décembre 1979 à La Silla par Henri Debehogne et Edgar Rangel Netto. Il présente une orbite caractérisée par un demi-grand axe de 2,40 UA, une excentricité de 0,07 et une inclinaison de 8,3° par rapport à l'écliptique.

## Compléments